# Billings, Ryssland
Billings (ryska Би́ллингс) är en by i den autonoma regionen Tjuktjien i Ryssland. Folkmängden uppgår till cirka 200 invånare.

## Historia
Billings har fått sitt namn efter den brittiske utforskaren Joseph Billings (1758—1806). Han tjänade den kejserliga ryska flottan under Katarina II av Ryssland.
Tjuktjerna kallade tidigare platsen "Valkyran" som ungefär betyder hålan av valben. Tidigare byggdes här hyddor av trä och benen av grönlandsval.